# 北近畿タンゴ鉄道KTR001形気動車
北近畿タンゴ鉄道KTR001形気動車（きたきんきたんごてつどうKTR001がたきどうしゃ）は、北近畿タンゴ鉄道が導入した特急形気動車。上下分離に伴い、2015年（平成27年）4月からはWILLER TRAINS（京都丹後鉄道）が運用している。

## 概要
特定地方交通線に指定された宮津線を、第三セクターの北近畿タンゴ鉄道が引き受けて開業する際に、同社の看板車両たるべく意匠を凝らして新造された、第三セクター鉄道では初の本格的リゾート特急用気動車である。「タンゴエクスプローラー」の車両愛称を持ち、2011年（平成23年）3月までは同名の特急列車に充当された。

## 構造

### 車体
KTR001 編成（1990年3月製造・本項では便宜上第1編成と記述する）とKTR011 編成（1992年（平成4年）4月製造・同じく第2編成と記述）の3両編成2本が製造された。各車の定員は、車両番号末尾1と末尾3の両先頭車が52名、末尾2の中間車が48名で、編成定員は152名となっている。両編成とも普通車のみの編成でグリーン車は設定されていない。
京都独自の美意識によるオリジナルの表現を出すために、三次元に対応したCADを用いて設計をしており 曲面ガラスを用いて傾斜をつけたユニークな流線形とし、ハイデッカーの車体とともに本形式の特徴的な形態を形づくっている。
車体は、普通鋼で、各編成の先頭部は、外板は厚さ4.5mmの鋼板を用い、シールドビームを2個つけた前照灯や同じく2個つけた尾灯は運転室内に収め、ワイパーブレード以外の突起物を出さないように工夫されており、フロントガラスは板厚12.7mmの熱線入り1枚ガラスとし視認性を向上した。
先頭部と同様にボディの突起物を出さないように、乗降扉はプラグドアを採用している。
外板塗色は、日本国内では初のシルバー・メタリックにややゴールドの発色をしたライトベージュ・メタリックを採用し、ボディラインは、MF100形やMF200形のボディーカラーで採用された深緑色（千歳緑）や深赤色（鳶赤色）を描いている。
各車両にLED式の行先表示機を設置し、警笛として各先頭車にAW-5型空気笛が2個搭載されており、「虹の彼方に」が流れるミュージックホーンも備えており、駅進入時に乗客の注意喚起ができるように配慮している。車内チャイムは「アルプスの牧場」である。かつては「虹の彼方に」も使われていた。
当初は両編成ともそれぞれ単独で運用され、相互の併結は考慮されていなかったが、1999年（平成11年）9月に、新大阪駅発着列車への転用に際して、併結への対応改造が施工された。以後は多客期に両編成を連結した6両での運用も見られた。

### 車内
車内は、車窓からの展望を良くするため、出入り口から客室部分が階段3段分かさ上げされた全席ハイデッカー構造を採用し、床面高さは2,030mmとなっている。
側面窓は屋根肩部分にまでかかった連続する曲面窓と天窓となっており、そのため、客室天井部に荷棚が設置できず、乗客の手荷物は、フットレスト兼用の手荷物置き装置を各腰掛に設置し、大きい荷物は、車両端部の荷物スペースに置くようになっている。
腰掛は、シートピッチを980mmとし、中肘掛け付きの無段階回転リクライニング方式としている。
客室窓に採用されている複層高反射率ガラスは、車外から車内の見通しを遮り、乗客のプライバシーを確保し、車内におけるまぶしさと直射日光による熱線を軽減し、空調の快適性を向上し、カーテンはロール式とした。
床構造は、キーストンプレイト張りで、防音二重床である。
客室内の床全面に絨毯も含めてやや控えめな明るいグレーとし、腰掛モケットはブルーである。
客室と運転室の間の仕切りは大型のガラスを設置し、仕切りの開戸はアクリル製を設置している。運転室は客室よりも低い位置にあり、前方の視界を確保している。
室内照明は安全性を図るために、通路の足元にフットライトを、天井に白熱球のダウンライトを設置している。
各座席の窓側に読書灯のスイッチがあり、各座席の天井にある読書灯が点灯する仕組みになっている。また、車速検知により、車速が下がったり停車した際は、天井の蛍光灯が点灯する。
トイレは、第1編成や第2編成ともに2両目に設置されており、FRP製ユニットを用いた真空式汚物処理装置付き和式トイレで、男女共用トイレとは別に、男子専用トイレを設置しており、水洗スイッチは赤外線のセンサで反応し、水が流れる仕組みとなっている。
洗面台は、水の温度が自動で調整できるようになっており、手を出せば温水がでてくるようになっている。
水タンクは中間車のトイレや洗面台の天井に250リットルを1個設置してある。
イベント用として使用される可能性があることを考慮して、各車両にカラオケ装置や運転台上に備え付けられたカメラからの列車前方の映像や、中間車にあるビデオデッキやカセットデッキや外部信号入力端子があり、ビデオカメラ等の接続が可能で、各車両のテレビモニターに映し出す仕組みとなっていて、業務放送を流す場合は、VTRやカラオケなどの音は自動的に小さくできるようにしており、放送終了後に元の音量に戻る仕組みとなっている。
両先頭車が指定席車、中間車が自由席車として運用され、京都駅発着列車に使用されていた時期は、運用の関係で日毎に編成の向きが変わることから、両先頭車の形態は同一である。
なお、1992年に製造された第2編成は、第1編成より製造時期に2年の差があることから、仕様が若干異なる。外観は先頭部の傾斜が異なりゴールドの発色を控えたものとし、内装では車内のバケットシート化や洋式トイレの新設、車内案内表示装置の設置など一部仕様が変更されている。

### 走行装置
車両システムは、北海道旅客鉄道（JR北海道）のキハ183系550番台をベースとし、走行用ディーゼルエンジンは小松製作所製SA6D125H (330PS) を各車に2基ずつ搭載し、最高速度は120km/hである。
液体変速機は、3要素1段2相式の変直自動切替の変速1段・直結2段の新潟コンバーター製のTACN-22-1600を2基搭載している。
台車は、1軸駆動のヨーダンパ付きで、軸ばねに円錐ゴムを使用した軸ゴムウイングバネ方式のボルスタレス台車「FU40D」とした。
車体中央寄りの各1軸を駆動し両抱き式の踏面ブレーキを採用し、ブレーキは電気指令式とし、機関の排気ブレーキも組み込んでいる。

### 空調装置
暖房は、エンジン廃熱を利用する機関排熱利用温水温風式暖房器で、客室に能力2.6kW（2,250kcal/h） が12基、運転室に能力2.6kW（2,250kcal/h） が 2基設置されている。冷房は、機関直結式で、能力23.8kW（20,500kcal/h）を床中に換気装置とともに2基搭載し、床下にコンプレッサーC600を2基搭載している。

## 運用の変遷
1990年4月1日、宮津線の第三セクター転換に合わせて、京都駅発着の舞鶴線・北近畿タンゴ鉄道直通特急として「タンゴエクスプローラー」が新設され、同列車2往復で運用を開始した。運用線区の配線の関係で当時は日ごとに編成の向きが変わっていた。
また、1992年に第2編成が増備されるまでは予備車がなかったため、第1編成が後藤車両所（現・後藤総合車両所）に検査入場した際には、西日本旅客鉄道（JR西日本）が所有するキハ181系を3両編成に組成したうえで代走させていた。
1999年（平成11年）10月2日のダイヤ改正で「タンゴディスカバリー」と「タンゴエクスプローラー」の運転区間と使用車両が入れ替わり、以後は新大阪駅発着の特急「タンゴエクスプローラー」として、新大阪駅 - 久美浜駅・宮津駅間の2往復で運用されるようになった。
2005年（平成17年）4月25日、JR福知山線脱線事故が発生。復旧するにあたって、福知山線の一部区間にATS-Pを導入しての運転再開となった（事故以前より、2005年6月から福知山線の一部区間でのATS-P導入が計画されていた）ため、当時2編成ともに運転保安装置としてATS-SWしか装備していなかった当車両は、一時的に福知山線内での運行が不可能になった。同年6月19日のダイヤ改正からは宮津線内の特急「タンゴディスカバリー」（天橋立駅 - 久美浜駅・豊岡駅・城崎温泉駅）として運行されるようになり、特急「タンゴエクスプローラー」は、ATS-P・SWの両方を装備するKTR8000形4両編成に変更された。
2007年（平成19年）3月18日のダイヤ改正で、特急「タンゴエクスプローラー」での運用に復帰。 
2011年（平成23年）3月12日のダイヤ改正で、北近畿地区の特急列車運行形態の再編が行われ、特急「タンゴエクスプローラー」は特急「こうのとり」「たんごリレー」に分割され廃止となった。
タンゴエクスプローラー廃止後は、北近畿タンゴ鉄道線内完結の特急「たんごリレー」や快速「大江山浪漫」、一部の普通列車に本形式を充当していた。
しかし、本形式の定期運用を2013年（平成25年）度内に取りやめ観光列車等での活用を検討する旨を公表し、2013年3月16日のダイヤ改正で全ての定期運用を終了した。

## 現況

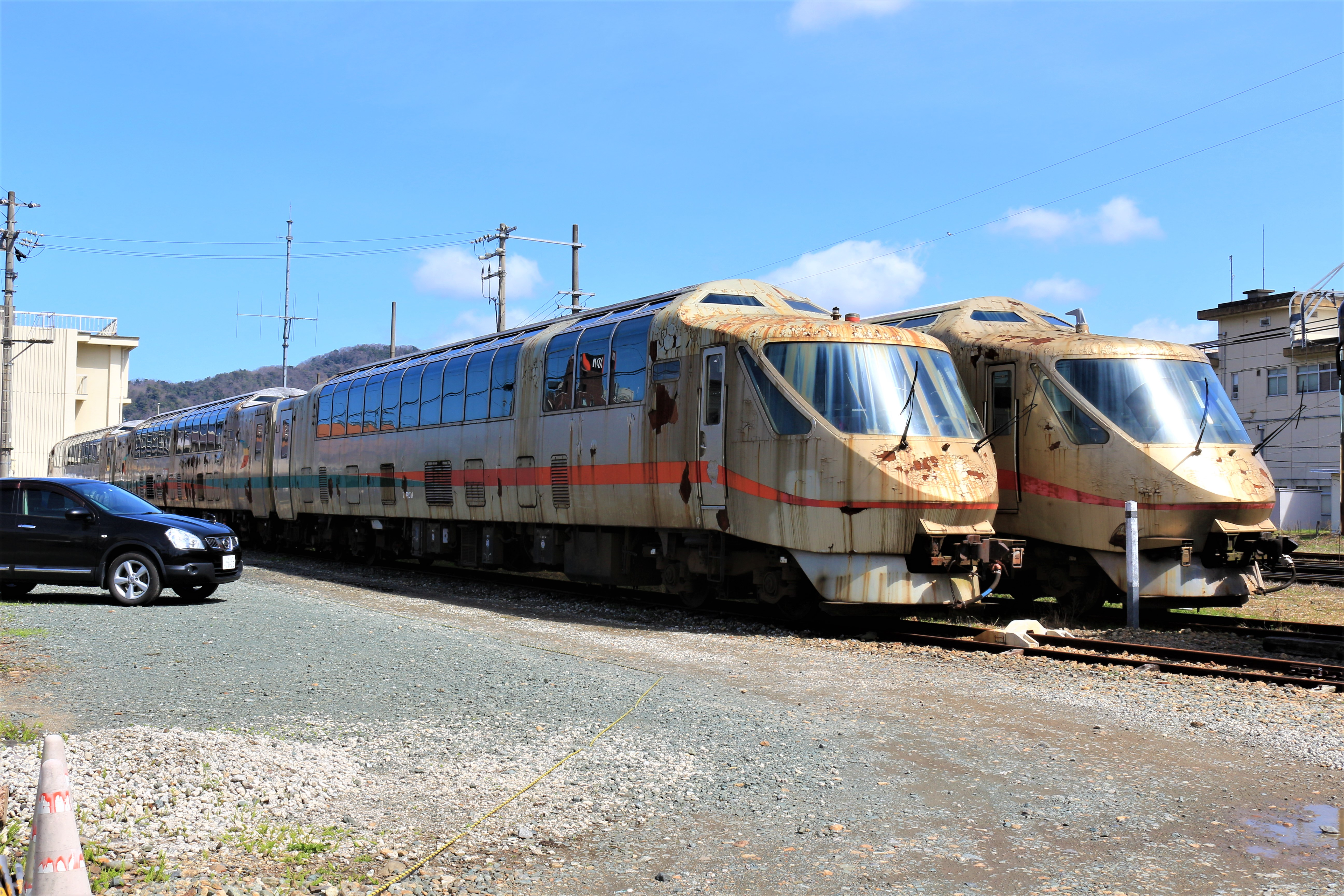
2編成並んで西舞鶴運転区に留置

2013年3月のダイヤ改正以後は定期運用がなかった。
特急「たんごリレー」の予備車（KTR8000形の検査や故障離脱による車両不足を補う）や定期列車の代走運転となっていたが、稼働率は年々低下していった。

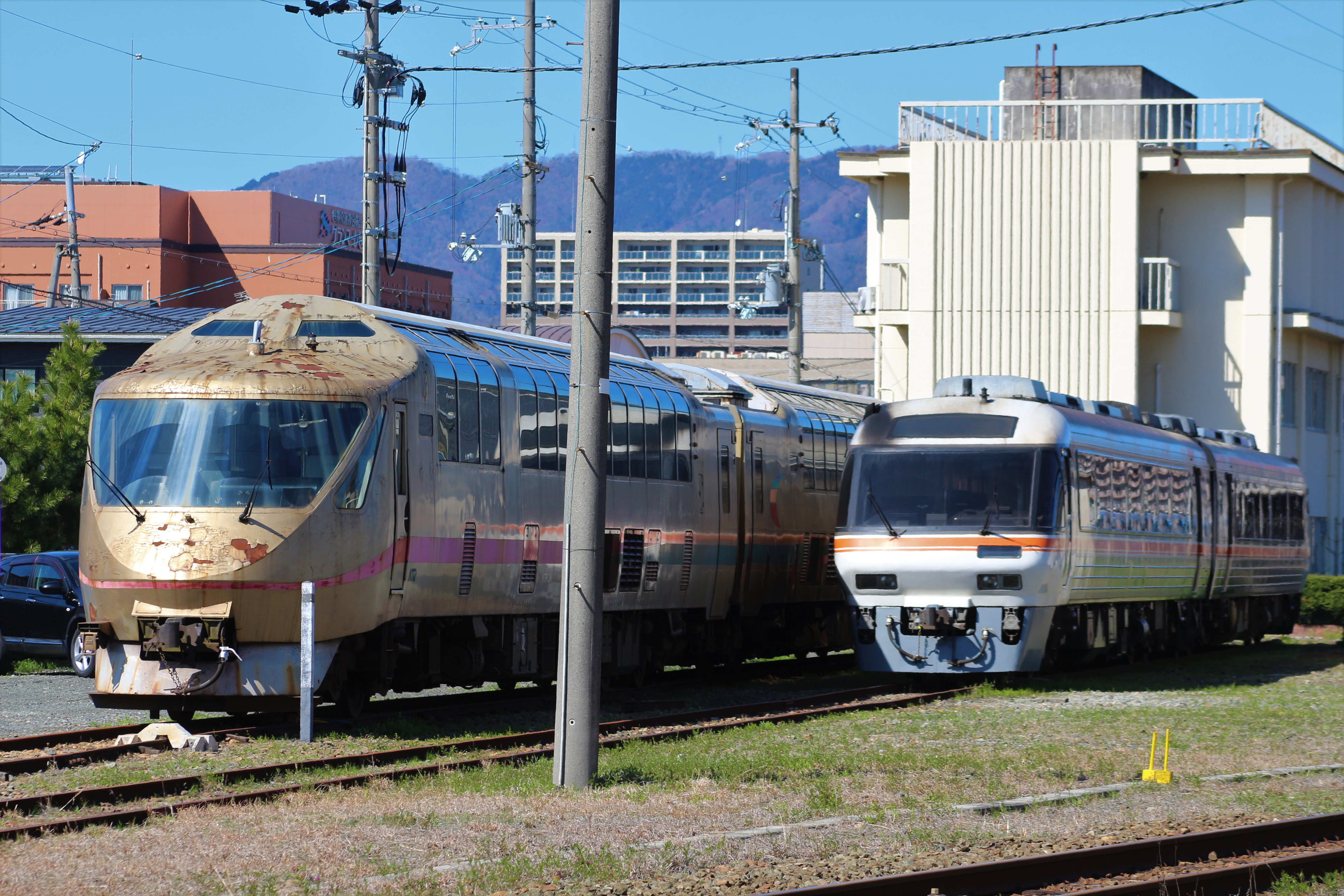
KTR001形とKTR8500形が西舞鶴運転区にて並んで留置

第1編成と第2編成は西舞鶴運転区に留置されており、第2編成のみ車籍を有している。なお、KTR8500形が代替の車両として導入されており、2024年3月16日のダイヤ改正から運行されている。
2025年6月1日にタンゴエクスプローラー号お別れイベントの開催をもって本形式は廃車される予定である。

### Web資料
“第5章 愛されるKTRへ向けての抜本的改革” (PDF).   京都府. pp. 1 - 47 (2012年9月1日). 2023年1月19日閲覧。
「北近畿タンゴ鉄道KTR001形　定期運行終了」『』ネコ・パブリッシング、2013年3月8日。2023年1月19日閲覧。
“地域公共交通の活性化及び再生に関する法律に基づく 鉄道事業再構築実施計画の認定について（北近畿タンゴ鉄道 宮福線及び宮津線）” (PDF).  国土交通省 (2015年3月10日). 2023年1月19日閲覧。
「KTR001形が“たんごリレー”を代走」『railf.jp（鉄道ニュース）』交友社、2015年10月27日。2023年1月17日閲覧。
「“たんごリレー”をKTR001形が代走」『railf.jp（鉄道ニュース）』交友社、2016年10月21日。2023年1月17日閲覧。
「「タンゴエクスプローラー」車両が定期列車仕業を代走運転」『railf.jp（鉄道ニュース）』交友社、2019年6月9日。2023年1月17日閲覧。
「「タンゴエクスプローラー」が定期列車に充当される」『railf.jp（鉄道ニュース）』交友社、2019年8月19日。2023年1月17日閲覧。
“タンゴ・エクスプローラー30周年キャンペーン”.   WILLER TRAINS株式会社. 2023年1月18日閲覧。
“特急タンゴ・エクスプローラーの今 走れば話題のレア車 3セクきっての豪華列車だった”.   株式会社メディア・ヴァーグ (2022年3月2日). 2023年1月17日閲覧。
“京都丹後鉄道KTR8500形に試乗-ダイヤ改正後、土日中心に運用予定”.   マイナビニュース (2024年3月5日). 2024年3月17日時点のオリジナルよりアーカイブ。2024年3月18日閲覧。
“KTR8500形車両の運用開始について”.   京都丹後鉄道 (2024年3月8日). 2024年3月14日時点のオリジナルよりアーカイブ。2024年3月18日閲覧。
“乗りものニュース 元「三セクの看板特急」完全廃車へ ボロボロ状態だった金ピカ車体もついに「お別れ」最後のイベントで門出”.   株式会社メディア・ヴァーグ (2025年5月16日). 2025年5月16日閲覧。